# Limnophyton obtusifolium
Limnophyton obtusifolium trong tiếng Việt thường được biết đến với tên gọi hồ thảo là một loài thực vật có hoa trong họ Alismataceae. Loài này được (L.) Miq. mô tả khoa học đầu tiên năm 1856.